# Parafroneta pilosa
Parafroneta pilosa là một loài nhện trong họ Linyphiidae.
Loài này thuộc chi Parafroneta. Parafroneta pilosa được A. David Blest & Cor J. Vink miêu tả năm 2003.